# Faselei!
Faselei! est un jeu vidéo de type tactical RPG développé par Sacnoth et édité par SNK en 2000 sur Neo-Geo Pocket Color.

## Système de jeu
Le jeu propose aux joueurs de commander plusieurs unités mécaniques, des robots bipèdes gigantesques, dans un décor recouvert d'une grille dans le but de détruire les escouades ennemies. Les joueurs doivent anticiper les mouvements ennemis en programmant leurs unités avant chaque tour de jeu. Chaque robot dispose d'un stock limité de points d'action et chaque mouvement ou usage d'arme en coûte un certain nombre. Cela nécessite un travail d'équilibrage entre les actions défensives, offensives et les déplacements. Par exemple, utiliser deux armes entraîne le sacrifice d'un point de mouvement. Le jeu offre un volet important de personnalisation car il est possible de modifier un robot en l'équipant de nouvelles puces ou pièces mécaniques.